# Легка атлетика на Літній універсіаді 2001
Змагання з легкої атлетики на Літній універсіаді 2001 проходили з 27 серпня до 1 вересня у Пекіні на стадіоні Олімпійського спортивного центру.

## Призери

### Чоловіки
| Дисципліни                | Золото                                                      | Золото   | Срібло                                                                                | Срібло   | Бронза                                                                               | Бронза   |
| ------------------------- | ----------------------------------------------------------- | -------- | ------------------------------------------------------------------------------------- | -------- | ------------------------------------------------------------------------------------ | -------- |
| 100 метрів                | Маркус Брансон США                                          | 10,15    | Геннадій Черновол Казахстан                                                           | 10,29    | Кріс Ламберт Велика Британія                                                         | 10,38    |
| 200 метрів                | Марцин Урбас Польща                                         | 20,56    | Геннадій Черновол Казахстан                                                           | 20,57    | Корне дю Плессі ПАР                                                                  | 20,58    |
| 400 метрів                | Ендрю Пірс США                                              | 45,34    | Клінтон Гілл Австралія                                                                | 45,63    | Андрій Твердоступ Україна                                                            | 45,78    |
| 800 метрів                | Халід Тігазуїн Марокко                                      | 1.45,27  | Деррік Пітерсон США                                                                   | 1.45,49  | Отукіле Лекоте Ботсвана                                                              | 1.45,63  |
| 1500 метрів               | Педро Антоніо Естесо Іспанія                                | 3.43,98  | Гарет Тернбулл Ірландія                                                               | 3.44,21  | Алексі Абраам Франція                                                                | 3.44,48  |
| 5000 метрів               | Сергій Лебідь Україна                                       | 13.44,24 | Михайло Єгінов Росія                                                                  | 13.46,63 | Крістіан Бельц Швейцарія                                                             | 13.48,21 |
| 10000 метрів              | Джон Каньї Кенія                                            | 28.27,42 | Ігнасіо Касерес Іспанія                                                               | 28.43,63 | Токумото Казуйосі Японія                                                             | 28.47,34 |
| 110 метрів з бар'єрами    | Лю Сян КНР                                                  | 13,33    | Ельмар Ліхтенеггер Австрія                                                            | 13,36    | Роберт Кронберг Швеція                                                               | 13,40    |
| 400 метрів з бар'єрами    | Елвін Майберг ПАР                                           | 48,09    | Євген Мелешенко Казахстан                                                             | 48,46    | Чень Тіень Вень Китайський Тайбей                                                    | 48,63    |
| 3000 метрів з перешкодами | Ентоні Фамільєтті США                                       | 8.21,97  | Якуб Чая Польща                                                                       | 8.23,00  | Крістіан Бельц Швейцарія                                                             | 8.24,46  |
| 4×100 метрів              | ЯпоніяКавабата Сінго Нара Кендзі Омае Юсукі Окусако Масаюкі | 38,77    | СШАДжеральд Вільямс Маркус Брансон Джош Норман Каарон Конрайт Джозефус Говард (забіг) | 39,14    | ІталіяАндреа Рабіно Массіміліано Донаті Андреа Коломбо Люка Вердекк'я                | 39,35    |
| 4×400 метрів              | СШАТомас Гердінг Джіно Вайт Брендон Коутс Ендрю Пірс        | 3.02,83  | УкраїнаАндрій Твердоступ Євген Зюков Олександр Кайдаш Володимир Рибалка               | 3.02,87  | ЯпоніяСато Міцухіро Йосідзава Кен Муракі Рюдзі Окусако Масаюкі Тіба Йосіхіро (забіг) | 3.03,63  |
| Ходьба 20 кілометрів      | Лоренцо Чівальєро Італія                                    | 1:24.42  | Хуан Мануель Моліна Іспанія                                                           | 1:25.07  | Хе Сяодун КНР                                                                        | 1:25.17  |
| Напівмарафон              | Фудзівара Масакадзу Японія                                  | 1:04.12  | Водаге Звадья Ізраїль                                                                 | 1:04.30  | Мацусіта Рьодзі Японія                                                               | 1:04.53  |
| Стрибки у висоту          | Олексій Кравцов Росія                                       | 2,28     | Геннадій Мороз Білорусь                                                               | 2,28     | Тора Гарріс США                                                                      | 2,26     |
| Стрибки з жердиною        | Олександр Авербух Ізраїль                                   | 5,80     | Щтепан Яначек Чехія                                                                   | 5,70     | Лауренс Лоє Нідерланди                                                               | 5,60     |
| Стрибки в довжину         | Мігель Пейт США                                             | 8,07     | Штефан Льов Намібія                                                                   | 8,04     | Габле Гаренамоце Ботсвана                                                            | 7,99     |
| Потрійний стрибок         | Кента Белл США                                              | 17,22    | Мар'ян Опря Румунія                                                                   | 17,11    | Жадел Грегоріу Бразилія                                                              | 16,92    |
| Штовхання ядра            | Мануель Мартінес Гутьєррес Іспанія                          | 20,97    | Юрій Білоног Україна                                                                  | 20,16    | Мілан Габорак Словаччина                                                             | 19,90    |
| Метання диска             | Александр Таммерт Естонія                                   | 65,19    | Леонід Черевко Білорусь                                                               | 63,15    | Олександр Малашевич Білорусь                                                         | 62,81    |
| Метання молота            | Нікола Віццоні Італія                                       | 78,41    | Владислав Піскунов Україна                                                            | 77,99    | Адріан Аннуш Угорщина                                                                | 77,73    |
| Метання списа             | Ерікс Рагс Латвія                                           | 82,72    | Ізбель Луасес Куба                                                                    | 81,68    | Гергель Горват Угорщина                                                              | 80,03    |
| Десятиборство             | Рауль Дуані Куба                                            | 8069     | Володимир Михайленко Україна                                                          | 8019     | Ці Хайфен КНР                                                                        | 8019     |

### Жінки
| Дисципліни             | Золото                                                            | Золото   | Срібло                                                                                           | Срібло   | Бронза                                                                 | Бронза   |
| ---------------------- | ----------------------------------------------------------------- | -------- | ------------------------------------------------------------------------------------------------ | -------- | ---------------------------------------------------------------------- | -------- |
| 100 метрів             | Абі Оєпітан Велика Британія                                       | 11,42    | Цзен Сюцзюнь КНР                                                                                 | 11,58    | Мірей Дондер Швейцарія                                                 | 11,59    |
| 200 метрів             | Лі Сюемей КНР                                                     | 22,86    | Кім Геварт Бельгія                                                                               | 22,94    | Наталія Софроннікова Білорусь                                          | 23,16    |
| 400 метрів             | Деметрія Вашингтон США                                            | 51,22    | Отілія Руйку Румунія                                                                             | 51,82    | Мікель Барбер США                                                      | 51,92    |
| 800 метрів             | Брігіта Лангерхольц Словенія                                      | 2.00,96  | Недія Семеду Португалія                                                                          | 2.01,64  | Тетяна Родіонова Росія                                                 | 2.01,68  |
| 1500 метрів            | Сюррея Айган Туреччина                                            | 4.06,91  | Марія Крістіна Гросу Румунія                                                                     | 4.08,84  | Сабіна Фішер Швейцарія                                                 | 4.08,93  |
| 5000 метрів            | Дун Янмей КНР                                                     | 15.30,28 | Тетяна Хмельова Росія                                                                            | 15.43,18 | Фудзінага Йосіко Японія                                                | 15.43,94 |
| 10000 метрів           | Дун Янмей КНР                                                     | 32.45,14 | Фудзінага Йосіко Японія                                                                          | 32.53,55 | Акаба Юкіко Японія                                                     | 32.57,35 |
| 100 метрів з бар'єрами | Су Іпін КНР                                                       | 12,95    | Моррен Маггі Бразилія                                                                            | 13,13    | Жакі Манро Австралія                                                   | 13,17    |
| 400 метрів з бар'єрами | Таша Денверс Велика Британія                                      | 54,94    | Малгожата Пскіт Польща                                                                           | 55,27    | Соня Бріто Австралія                                                   | 55,72    |
| 4×100 метрів           | КНРЛі Сюемей Чень Юецинь Цзен Сюцзюнь Янь Цзянькуй                | 43,72    | БразиліяЛюсімар Моура Майла Машаду Роземар Коелью Нету Моррен Маггі Марія Лаура Альміран (забіг) | 44,13    | ФранціяКатя Бент Сільвані Моранде Селін Теламон Рейна-Флор Окорі       | 44,24    |
| 4×400 метрів           | СШАМеліса Барбер Каролін Джексон Деметрія Вашингтон Мікель Барбер | 3.28,04  | Велика БританіяТрейсі Дункан Дженніфер Мідоус Таша Денверс Лі Мак-Коннелл                        | 3.30,40  | БілорусьСвітлана Усович Наталія Софроннікова Анна Козак Ірина Хлюстова | 3.30,65  |
| Ходьба 10 кілометрів   | Гао Хунмяо КНР                                                    | 43.20 UR | Сузана Фейтор Португалія                                                                         | 43.40    | Ван Ліпін КНР                                                          | 44.01    |
| Напівмарафон           | Хам Пон Сіл Північна Корея                                        | 1:15.24  | Ояма Мікі Японія                                                                                 | 1:15.31  | Кім Чан Ок Північна Корея                                              | 1:15.36  |
| Стрибки у висоту       | Віта Паламар Україна                                              | 1,96     | Ніколь Форрестер Канада                                                                          | 1,94     | Невена Лендьєль Хорватія                                               | 1,91     |
| Стрибки з жердиною     | Гао Шуїн КНР                                                      | 4,52 UR  | Сабіне Шульте Німеччина                                                                          | 4,35     | Шарка Младкова Чехія                                                   | 4,20     |
| Стрибки в довжину      | Моррен Маггі Бразилія                                             | 6,83     | Гуан Іннань КНР                                                                                  | 6,56     | Ікеда Куміко Японія                                                    | 6,52     |
| Потрійний стрибок      | Тетяна Лебедєва Росія                                             | 14,81 UR | Наталія Софронова Білорусь                                                                       | 14,57    | Олена Олейникова Росія                                                 | 14,39w   |
| Штовхання ядра         | Юмілейді Кумба Куба                                               | 18,90    | Лі Мьон Сон Південна Корея                                                                       | 18,79    | Катажина Жакович Польща                                                | 18,31    |
| Метання диска          | Лі Цюмей КНР                                                      | 61,66    | Лі Яньфен КНР                                                                                    | 60,50    | Меліна Робер-Мішон Франція                                             | 58,04    |
| Метання молота         | Мануела Монтебрюн Франція                                         | 69,78    | Їпсі Морено Куба                                                                                 | 68,39    | Людмила Губкіна Білорусь                                               | 67,97    |
| Метання списа          | Ослейдіс Менендес Куба                                            | 69,82 UR | Нікола Томечкова Чехія                                                                           | 62,20    | Вей Цзяньхуа КНР                                                       | 57,84    |
| Семиборство            | Джейн Джемісон Австралія                                          | 6041     | Світлана Соколова Росія                                                                          | 5985     | Соня Кессельшлегер Німеччина                                           | 5973     |

## Медальний залік
| Місце               | Країна              | Золото | Срібло | Бронза | Загалом |
| ------------------- | ------------------- | ------ | ------ | ------ | ------- |
| 1                   | КНР                 | 9      | 3      | 4      | 16      |
| 2                   | США                 | 8      | 2      | 2      | 12      |
| 3                   | Куба                | 3      | 2      | 0      | 5       |
| 4                   | Україна             | 2      | 4      | 1      | 7       |
| 5                   | Росія               | 2      | 3      | 2      | 7       |
| 6                   | Японія              | 2      | 2      | 6      | 10      |
| 7                   | Іспанія             | 2      | 2      | 0      | 4       |
| 8                   | Велика Британія     | 2      | 1      | 1      | 4       |
| 9                   | Італія              | 2      | 0      | 1      | 3       |
| 10                  | Бразилія            | 1      | 2      | 1      | 4       |
| 10                  | Польща              | 1      | 2      | 1      | 4       |
| 12                  | Австралія           | 1      | 1      | 2      | 4       |
| 13                  | Ізраїль             | 1      | 1      | 0      | 2       |
| 14                  | Франція             | 1      | 0      | 3      | 4       |
| 15                  | ПАР                 | 1      | 0      | 1      | 2       |
| 15                  | Північна Корея      | 1      | 0      | 1      | 2       |
| 17                  | Естонія             | 1      | 0      | 0      | 1       |
| 17                  | Кенія               | 1      | 0      | 0      | 1       |
| 17                  | Латвія              | 1      | 0      | 0      | 1       |
| 17                  | Марокко             | 1      | 0      | 0      | 1       |
| 17                  | Словенія            | 1      | 0      | 0      | 1       |
| 17                  | Туреччина           | 1      | 0      | 0      | 1       |
| 23                  | Білорусь            | 0      | 3      | 4      | 7       |
| 24                  | Казахстан           | 0      | 3      | 0      | 3       |
| 24                  | Румунія             | 0      | 3      | 0      | 3       |
| 26                  | Чехія               | 0      | 2      | 1      | 3       |
| 27                  | Португалія          | 0      | 2      | 0      | 2       |
| 28                  | Німеччина           | 0      | 1      | 1      | 2       |
| 29                  | Намібія             | 0      | 1      | 0      | 1       |
| 29                  | Ірландія            | 0      | 1      | 0      | 1       |
| 29                  | Австрія             | 0      | 1      | 0      | 1       |
| 29                  | Бельгія             | 0      | 1      | 0      | 1       |
| 29                  | Канада              | 0      | 1      | 0      | 1       |
| 29                  | Південна Корея      | 0      | 1      | 0      | 1       |
| 35                  | Швейцарія           | 0      | 0      | 4      | 4       |
| 36                  | Ботсвана            | 0      | 0      | 2      | 2       |
| 36                  | Угорщина            | 0      | 0      | 2      | 2       |
| 38                  | Китайський Тайбей   | 0      | 0      | 1      | 1       |
| 38                  | Нідерланди          | 0      | 0      | 1      | 1       |
| 38                  | Словаччина          | 0      | 0      | 1      | 1       |
| 38                  | Хорватія            | 0      | 0      | 1      | 1       |
| 38                  | Швеція              | 0      | 0      | 1      | 1       |
| Загалом (42 збірні) | Загалом (42 збірні) | 45     | 45     | 45     | 135     |

## Виступ українців
| Чоловіки (13) | Чоловіки (13)                                                    | Чоловіки (13) | Чоловіки (13) |
| Місце         | Атлет                                                            | Дисципліна    | Результат     |
| ------------- | ---------------------------------------------------------------- | ------------- | ------------- |
| 1             | Сергій Лебідь                                                    | 5000 м        | 13.44,24      |
| 2             | Андрій Твердоступ Євген Зюков Олександр Кайдаш Володимир Рибалка | 4×400 м       | 3.02,87       |
| 2             | Юрій Білоног                                                     | ядро          | 20,16         |
| 2             | Владислав Піскунов                                               | молот         | 78,61         |
| 2             | Володимир Михайленко                                             | десятиборство | 8019          |
| 3             | Андрій Твердоступ                                                | 400 м         | 45,87         |
|               | Володимир Зюськов                                                | довжина       | 7,92          |
|               | Олександр Кайдаш                                                 | 400 м         | 46,46         |
|               | Руслан Єременко                                                  | жердина       | 5,35          |
|               | Дмитро Барановський                                              | 5000 м        | 13.56,03      |
|               | Дмитро Барановський                                              | 10000 м       | 30.24,79      |
| заб           | Іван Гешко                                                       | 1500 м        | 3.49,66       |
| заб           | Сергій Смоленський                                               | 110 м з/б     | 14,46         |

| Жінки (6) | Жінки (6)        | Жінки (6)    | Жінки (6) |
| Місце     | Атлетка          | Дисципліна   | Результат |
| --------- | ---------------- | ------------ | --------- |
| 1         | Віта Паламар     | висота       | 1,96      |
|           | Валентина Савчук | ходьба 10 км | 45.08     |
|           | Ірина Секачова   | молот        | 62,87     |
|           | Юлія Акуленко    | семиборство  | 5536      |
| ф         | Оксана Захарчук  | ядро         | NM        |
| заб       | Юлія Гуртовенко  | 800 м        | 2.07,86   |